# トライデントコンピュータ専門学校大阪
トライデントコンピュータ専門学校大阪（トライデントコンピュータせんもんがっこうおおさか）は、主にプログラマやデザイナーなどの育成を目的とした専修学校。2007年4月1日に校名をコンピュータ日本学院専門学校から現校名に変更された。
なお、2010年（平成22年）3月31日をもって閉校した。

## 概要
1968年に学校法人大阪電気学園によって創立された学校であるが、（当時の学校の名前はコンピュータ日本学院であった。）創立後から現在に至るまで、改名と設置者の変更の繰り返しにより、現在の設置者は学校法人河合塾学園となっている。当校は大学編入制度を利用した大学編入にも力を入れており、そのための学科も存在する。大学編入制度とは、卒業済みまたは、卒業見込みの専門学校生や、大学生、短大生、高専生は大学3年次に編入できるという制度。
かつては旧校名のコンピュータ日本学院の略称や愛称としてCONG（コング）とも呼ばれ、そこの生徒をCONG生（こんぐせい）とよばれていたが、2007年4月の校名変更に伴い呼ばれなくなった。
かつては校舎は新大阪校と大阪駅前校とあり、主に新大阪校は高卒者を、大阪駅前校は社会人や大学、短大、専門学校卒業生を対象に教えていたが、2006年4月に大阪駅前校が新大阪校に吸収される形で合併。
なお当校はその約6割以上がパソコン初心者としている。

## 沿革
先述したように、当校の創立年は1968年であるが、この年はMS-DOSが開発される頃より10年以上も前であり、丁度この頃にようやくGUIの基本であるマウスポインタや、ウィンドウといった概念ができ始めた頃である。そのため、一般の人にとってコンピュータはあまりなじみのない年代であった。そういったことから、コンピュータの専門学校としては歴史のある学校といえる。
- 1965年（昭和40年） 学校法人大阪電気学園を創立
- 1968年 (昭和43年） 法人名を学校法人情報学園に変更、情報処理工学院を設置。
- 1979年（昭和54年） 梅田ビジネス学院、梅田タイピスト学院を設置。
- 1981年（昭和56年） 梅田ビジネス学院と梅田タイピスト学院を合併し、校名を梅田ビジネス・タイプ学院に変更。
- 1982年（昭和57年） 情報処理工学院をコンピュータ日本学院に校名変更。
- 1983年（昭和58年） 梅田ビジネス・タイプ学院は大阪府より専修学校の認可を受け、梅田ビジネス専門学校に改称。
- 1986年（昭和61年） コンピュータ日本学院は大阪府より専修学校の認可を受け、コンピュータ日本学院専門学校に改称。
- 1988年（昭和63年） 旧大阪校である梅田ビジネス専門学校の校舎が完成。
- 1998年（平成10年） オラクルマスター、Microsoft Office Specialist などの企業認定資格を就職対策、単位取得の一環として導入する。
- 2003年（平成15年） 経営悪化に伴いコンピュータ日本学院専門学校及び梅田ビジネス専門学校を学校法人日本情報学園から学校法人河合塾学園へ譲渡。学校法人日本情報学園は譲渡後の同年4月17日、大阪地方裁判所より破産宣告を受ける。
- 2004年（平成16年）梅田ビジネス専門学校をコンピュータ日本学院専門学校大阪駅前校に校名変更。
- 2006年（平成17年） ゲーム会社のナムコと業務提携をする事で、ゲーム関係の教育を強化する。また、大阪駅前校が新大阪校に吸収される形で合併。
- 2007年（平成19年）4月1日 トライデントコンピュータ専門学校大阪に改称。
- 2010年（平成22年）3月31日 閉校。

## 校舎
- 新大阪校_大阪市東淀川区西淡路1丁目3番12号
JR新大阪駅東口すぐと、新大阪駅からたいへん近い。また、駅のホーム（東海道本線）から学校の校舎を見ることが出来る。京都方面へ向かう新幹線の車内から校舎を見ることも可能である。

その他、学校前には大阪市営バスの新大阪駅東口停留所があり、大阪駅前･加島駅方面行きバス及び西淡路･淀川区役所方面行き赤バスが出ている。
- 大阪駅前校（現在は存在しない。）

### 姉妹校
- トライデントコンピュータ専門学校
- トライデント外国語専門学校（現・トライデント外国語・ホテル専門学校）
- トライデントホテル・サービス事業専門学校（現・トライデントビューティ・ブライダル専門学校）
- トライデントデザイン専門学校
- トライデントスポーツ医療科学専門学校（現・トライデントスポーツ医療看護専門学校）

## 設置学科
設置学科は毎年変わるため、2006年4月時点のものとする。

### 情報処理系
- 情報セキュリティ学科
- 情報システム学科
- 組み込みシステム学科
- 情報処理学科

### デザイン系
- ゲームサイエンス学科
- CGスペシャリスト学科
- CGイラスト学科

### 大学編入系
- キャリアデザイン学科

### シニア系
- シニア情報システム学科
- シニア情報処理学科

## 授業形式など
- クラス担任制度を導入していて、1つのクラスにつき担任と副担任の先生がつく。ホームルーム活動の授業も存在する。
- 特別授業として、イーグルボウルというボウリング場で毎年1回ボウリング大会が行われる。当校はイーグルボウルと業務提携を結んでおり、そうする事でCONG生が学生証を提示するとシューズ代が無料になったり、生徒に1ゲーム無料券や半額券を配る事が可能になり、大会に向けての練習が安価ですることが出来るようになる。
- 学園祭（文化祭）をCONG祭（こんぐさい）と呼び、毎年恒例のイベントとして男子が女装して誰が一番いいか競うミスコンが挙げられる。

## 学校のテーマ
CONGはオレンジ色をテーマ色としていて、学校のシンボルとも言える。
学校のwebページや学校案内のパンフレット。特に新大阪校は、校内の進路指導室などの椅子、エレベーターの扉の色に至るまでオレンジ色に統一されている。オレンジ色は、食欲を誘ったりする効果があるという。
一番近い色として挙げるなら、次のような色である。
|  |

また、「ITエリートになろう」が学校のスローガンである。

## その他
- 学校は東海大学の入試会場にもなっており、毎年2月上旬は受験生で賑わうようになる。その期間中当校の生徒は、希望者のみスキー研修へ行く事になっている。研修へ行かない人はその期間中は休みとなる。
- さまざまな資格試験の会場にもなっているが、外部からの受験者は少ない。実施している資格試験の例としてIC3、MOS、コンプティア認定資格などが挙げられる。

### 姉妹校
- トライデントコンピュータ専門学校
- トライデント外国語専門学校
- トライデントホテル・サービス事業専門学校
- トライデントデザイン専門学校
- スポーツ健康科学専門学校